# José María Egas
José María Egas Miranda (Manta, 28 novembre 1897 - Guayaquil, 16 février 1982) est un poète équatorien. Il est le frère du poète avant-gardiste Hugo Mayo.

## Biographie

### Enfance et formation
Né à Manta dans la province de Manabí, il était le fils de don Carlos Egas Rodriguez et de doña Rosalia Miranda Alarcón. Il vivait dans une famille cultivée installée en Équateur depuis le XVIIe siècle. Son père avait été professeur et président du Conseil de Santa Ana tandis que son oncle Miguel Egas Cabezas était médecin, membre de l'académie équatorienne de Langue et recteur de l'Université Centrale. Il avait un frère aîné, Miguel Augusto qui deviendra le fameux poète Hugo Mayo, et une sœur Dolores (surnommée Lola et qui deviendra madame Sandoval),. Ses parents décéderont alors que les enfants sont encore très jeunes, sa mère en 1900 et son père en 1911. C'est ainsi qu'ils seront surtout élevés par leurs tantes maternelles à Guayaquil.
Avec son frère Miguel Augusto et sa sœur Lola, il entame ses études dans une école, la escuela fiscal dirigée par le professeur Leonardo R. Aulestia, placée entre les rues centrales 10 de Agosto et Boyacá de la ville de Guayaquil. En 1909, José Maria continue ses études secondaires dans le Collège Vicente Rocafuerte où il obtient son baccalauréat. C'est d'ailleurs dans ce collège qu'il obtient son premier prix littéraire, à l'âge de 11 ou 12 ans, en remportant un concours de poésies avec sa composition Patria au sonnet parfait selon les membres étonnés du jury. Contrairement à son frère, après un passage à l'université Centrale de Quito, il termine ses études de Jurisprudence et obtient le titre de docteur de Jurisprudence de Sciences sociales.

### Carrière
Bien qu'il ait soit connu surtout comme poète, ce n'est pas ce qui le fera vivre professionnellement. Il a eu une carrière publique importante. en étant
En 1923, il sera aussi introducteur des ambassadeurs pendant la présidence de José Luis Tamayo. Il est Professeur de Droit Territorial équatorien, diplomatique et consulaire de l'Université Centrale de Quito. Il sera plus tard sous-directeur au Ministère des Affaires étrangères. En 1925, il est envoyé par le gouvernement de Córdova au Chili pour transmettre des ordres ce qui lui vaudra la décoration de Bernardo O'Higgins. A son retour, il est visiteur scolaire. Il commence aussi à plaider comme avocat dès 1927 après avoir obtenu son diplôme en 1926 sur le sujet El principio del Uti Posidetis americano y nuestro litigio de fronteras con el Perú évoquant les problèmes de frontières avec le Pérou.
À partir de 1927, il devient aussi Professeur de Droit international à l'Université de Guayaquil. En 1930, il installe son étude d'avocat et devient à cette période membre fondateur du Centre d'études littéraires de l'Université de Guayaquil. En 1932, il eut d'ailleurs une affaire très particulière à régler, celle de son ami le professeur Luis Felipe Huaraca–Duchicela sur ses réclamations comme héritier du trône de l'Empire des Incas (Tahuantinsuyo).
Vers 1938, il s'installe à Lima (Pérou) au Pérou avec sa famille. En 1940, ils reviennent à Quito  et protégé par l'amitié du président Arroyo del Río, il déploya une intense activité professionnelle jusqu'à la révolution du 28 mai 1944 qui renversa son protecteur. Durant cette période intense, il s'était spécialisé dans la recherche de visas et de passeports pour les Juifs qui fuyaient le danger européen. Comme il gagnait très bien sa vie, il soutenait que l'argent faisait mal et du coup donnait des fêtes somptueuses. Par contre la révolution l'obligea à se cacher durant quelques semaines mais sa grande popularité a aidé à son retour sans être inquiété.
Le coup d'État de 1946 lui a permis de retrouver un poste en devant avocat de la Caja del Seguro (équivalent de la sécurité sociale). En 1951, il est nommé membre du Tribunal Suprême Électoral. Avec l'arrivée au pouvoir de Camilo Ponce Enríquez, il fut à nouveau nommé membre du Tribunal Suprême Électoral avec un siège à Quito en 1956 et plus tard, il est promu Ministre de la Cour Suprême de Justice entre 1958 et 1960. A la fin de ce mandat, il retourne à Guayaquil. En 1964, il est nommé Ministre de la Cour d'Appel en matière agraire.

### Initiateur du courant moderniste en Équateur
José María Egas Miranda se distingue dans des domaines comme la diplomatie, le journalisme, la littérature et surtout la poésie en débutant l'écriture de poèmes très jeune. Au delà de son poème victorieux d'un prix en 1909, c'est à partir de 1912 qu'il commence sérieusement à publier, d'abord dans la revue Letras de Quito puis en 1913, alors qu'il n'a que seize ans avec les publications de ses poèmes dans le quotidien El Telégrafo Literario sous le pseudonyme de «Dorian Gray». C'est à cette époque qu'il se liera d'amitié avec le poète Medardo Angel Silva (es) qui travaillait dans ce quotidien. En 1915 est publié Marina dans le quotidien El Guante qui lance sa renommée littéraire en Équateur. En 1916, il fonde avec José Antonio Falconí Villagómez la revue Renacimiento qui existera durant trois ans au cours desquels elle promeut la poésie moderniste. Il participe au cours de ces années à la rédaction de poèmes dans diverses revues comme Patria ou Juventud Estudiosa. En 1919, il fera l'oraison funèbre de son ami Medardo qui venait de se suicider. Cette même année sera lauréat de multiples prix et notamment un prix obtenu aux Juegos Florales de Guayaquil pour son poème Plegaria Lírica. C'est surtout en 1921, lorsqu'il rejoint l'université de Quito qu'il rentre dans les cercles modernistes.
Considéré comme un poète sensible et inspiré, avec Humberto Fierro, Arturo Borja ou Gonzalo Zaldulbide, il fait partie des principaux écrivains équatorien du mouvement moderniste dont l'une des caractéristiques malheureuse des jeunes auteurs de ce mouvement moderniste sera de mourir jeune, souvent par suicide,,.

### Poète National
Il collabore avec la revue de Guayaquil Voluntad à partir de 1927. Entre 1927 et 1930, il collabore cette fois avec la revue moderniste de Quito Espirales de Pedro Gómez. Il sera membre de la Casa de la Cultura Ecuatoriana, Membre titulaire de Academia Ecuatoriana de la Lengua et correspondant de la Real Academia de Madrid ainsi que d'autres institutions et sociétés littéraires.
Un grand nombre de ses poèmes ont influencé de nombreux chanteurs et sont devenus des paroles de "pasillos" comme son poème Invernal (Hiver), écrit en 1920 et mis en musique par Nicasio Safadi et érigé en symbole national.
Ce n'est que vers 1941 qu'il recommence à écrire et publier ses poèmes. Entre 1951 et 1960 le poète évolue et durant cette décennie de l'abondance et de l'aisance formelle, il exprime au travers de ses nouveaux textes « une expressivité franche qui cherche des voies plus directes et cordiales que celles raffinées, somptueuses et subtiles du modernisme ambiant ». Ses nouveaux poèmes qualifiés de mystiques par certains sont beaucoup plus religieux que mystiques. En 1954 sont publiés ses nouveaux poèmes principaux, ceux plus religieux et l'archevêque De La Torre l'en remercie.
En 1960, il revient à Guayaquil et publie son Canto a Guayaquil, des vers faciles, presque artificiels et cela changeait par rapport à sa ligne d'écriture plutôt religieuse de la dernière période. En 1961 G. Humberto Mata écrit son Revisión del poeta José María Egas (Critique du poète José María Egas) et en 1965, il reçoit la médaille du Mérite Littéraire de la Municipalité de Guayaquil.
Ce sont ensuite les gouvernements d'Espagne et du Chili qui lui décernent leurs médailles, reconnaissant ainsi la qualité et la notoriété du poète dans les pays de langue espagnole. Les diverses anthologies de ses poèmes qui viennent à publication lui permettent d'améliorer le quotidien de sa maigre retraite.Le 30 mai 1975, il est intronisé Membre titulaire de Academia Ecuatoriana de la Lengua. Le 1er octobre 1976, son buste en bronze est inauguré à la bibliothèque municipale de Guayaquil. Pour toute son œuvre littéraire et sa grande importance poétique, il lui a été attribué l'honneur d'être nommé Poète National et coiffé d'une couronne de laurier d'or par sa petite-fille Patricia Gómez Egas le 6 octobre 1976 au Salon d'honneur de la Municipalité de Guayaquil. Ce soir-là, il récite son poème Amor y Gloria. En 1977, la Junta Cívica publie ses œuvres complètes en une édition de 5000 exemplaires que se vendirent très bien. Il vivait alors dans une petite villa louée au no 404 de l'avenue del Salado dans la citadelle de Miraflores.

Devenu aveugle, le poète national équatorien qui eut deux phases principales, la première moderniste et la deuxième religieuse, ne peut plus écrire. Il récite parfois longuement de nouveaux vers et certains pourront être publiés de manière posthume. Dans l'après-midi du 16 février 1982, à Guayaquil, sans maladie décelable, José María Egas rejoint la mort qu'il avait senti venir et récité lors de son couronnement avec son poème Amor y Gloria.

« Laureles de oro sobre mis sienes y yo que soñaba con laureles divinos en mi corazón.
Llegará el día del misterio profundo.
Hoy me envuelve la gloria humana con solemnidades de belleza y esplendor.
Los hombres me enaltecen, la vida se detiene.
Siento besos en el alma.
Hasta podrían peligrar mis anhelos de perfección con halagos de flaqueza y vanidad.
Pero el hecho es que reviven grandezas espirituales.
Surge con inefable intensidad el amor de mis padres y la intimidad de mis hermanos.
Resalta el encanto y la hermosura de la mujer que me acompaña.
Palpita una gracia sin nombre en el corazón de mis hijos que se estremecen ante el misterio del porvenir.
I todo es bendición, asombro y maravilla.
Devolver tanta belleza no es posible.
El hontanar de mi lirismo se desborda pero no alcanza a llenar las grietas profundas que conmueven mi interior.
Se queda en los umbrales del cántico.
Por eso os traigo un poema con hogueras de amor y sueños de gloria, donde palpitan épocas que afectan el alma y siguen descorriendo velos de un tesoro escondido en el corazón.
Oidlo »

.

## Vie privée
En 1931, il épouse Lola Rivas Vergara, avec qui il aura sept fils,.
Vers le début des années 1970, Dès lors, José María perd progressivement la vue, ne peut plus sortir. Il prend sa retraite avec une pension de retraite faible. Ses dernières années sont hasardeuses et tristes, mais il l'accepte avec amour et même avec joie, « car c'étaient des épreuves que Dieu lui a envoyées ».

## Œuvres
- Plegaria Lírica (1919)
- Poesia: Unción (1923)
- El milagro (1951)
- Unción, El milagro, y otros poemas (1954)[11]
- Canto a Guayaquil (1960) (sorti aussi en disque avec la voix de José Maria Egas)[12]
- Poesias completas (Guayaquil, 1982)[4]

Anthologies:
- Indice de la poesia ecuatoriana contemporanea (Santiago du Chili, 1937)
- Otros modernistas (Guayaquil, s.d.)
- Poemas de Ayer y Hoy (Guayaquil, 1974)
- Poesia viva del l'Ecuador (Quito, 1990)
- La palabra perdurable (Quito, 1991)
- Poesia modernista ecuatoriana (Quito, 2015)[4]

## Héritage
- Une rue de Manta porte le nom de calle de los hermanos Egas, en l'honneur des deux frères poètes mais qui porte aussi le nom de Pasaje José María Egas.
- Une statue de José María Egas est aussi présente dans cette rue.
- La ville de Manta possède une école nommée Escuela Fiscal José María Egas
- La ville de Guayaquil possède une avenue dénommée avenida José María Egas, un pont Puente José María Egas et une école Escuela José María Egas et un buste en bronze dans la Bibliothèque municipale.
- La ville de Convento (Équateur) possède un collège Unidad Educativa José María Egas.
- La ville de San Francisco de Milagro (Équateur) possède une rue José María Egas.
- La ville de Bahía de Caráquez a une rue du nom de José María Egas.